# Маринга
Маринга е град — община в щата Парана, Бразилия. Населението му е 357 117 жители (2010 г.), което го прави 3-ти по население в щата си. Площта му е 487,93 кв. км. Намира се на 555 м н.в. Пощенският му код е 87000-000. Основан е на 10.V.1947 г., а получава статут на град на 14.II.1951 г. Етническият състав на населението е: 76,5% бели, 19,6% мулати и чернокожи, 3,9% азиатци, индианци и други. Градът разполага с два професионални футболни отбора.